# Colin Jost
Colin Kelly Jost, född den 29 juni 1982 i New York, är en amerikansk komiker, författare och skådespelare. 
Jost har varit manusförfattare för sketchprogrammet Saturday Night Live sedan 2005 och nyhetsankare för programmets nyhetsdel Weekend Update, tillsammans med Michael Che sedan 2014. Som programmets manusförfattare har han nominerats till Emmy Awards 14 gånger.
I juli 2020 släppte Jost självbiografin A Very Punchable Face: A Memoir.
Sedan 2020 är han gift med skådespelaren Scarlett Johansson. Paret har en son född 2021.